# Seiches-sur-le-Loir
Pour la commune de Lot-et-Garonne, voir Seyches.
Seiches-sur-le-Loir est une commune française située dans le département de Maine-et-Loire en région Pays de la Loire.
Seiches-sur-le-Loir est une commune rurale qui se trouve sur les bords du Loir entre Angers et La Flèche. Son territoire se partage entre le plateau du Baugeois et les plateaux du Haut Anjou.
Son occupation remonte au Néolithique et à l'époque gallo-romaine, située sur une voie de franchissement de la rivière. Un château y est édifié au Moyen Âge. Sa population double entre la fin du XVIIIe siècle et de début du XXe.
La paroisse de Seiches devient chef-lieu de canton à la Révolution. Elle est touchée par les affrontements durant la Chouannerie, active dans la région à la fin du XVIIIe siècle.
Pendant la Seconde Guerre mondiale, un groupe de résistants s'organise à Seiches  et réalise plusieurs actions de sabotage.
Plusieurs activités économiques y sont présentes au XIXe siècle, dont une importante tannerie du XIXe au XXe, qui prendra son essor pendant la Première Guerre mondiale avec les besoins en cuir de l'armée.

## Géographie

### Localisation
Commune angevine du Baugeois,, Seiches-sur-le-Loir se situe aux portes de l'agglomération d'Angers, à 18 km au nord-est de cette ville, sur la RD 323 (ex-RN 23) entre Angers et La Flèche.
Son territoire se trouve essentiellement dans une boucle du Loir sur laquelle domine la colline du village de Matheflon, dépendant de la commune de Seiches-sur-le-Loir, et sur les unités paysagères du plateau du Baugeois et les plateaux du Haut Anjou.

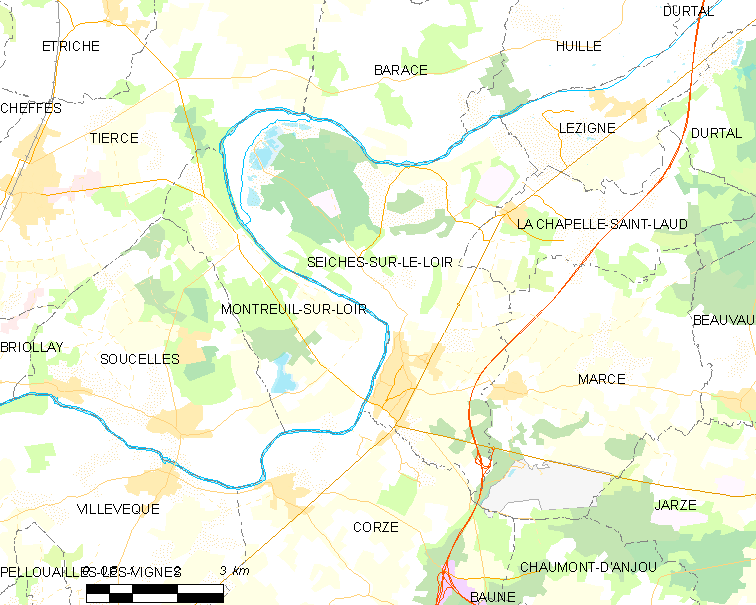
Situation de la commune.

Communes les plus proches : Marcé 3 km, Corzé 3 km, Rives-du-Loir-en-Anjou-(Soucelles) 4 km, Montreuil-sur-Loir 5 km, Rives-du-Loir-en-Anjou-(Villevêque) 5 km, La Chapelle-Saint-Laud 5 km, Baracé 7 km, Jarzé-Villages-(Chaumont-d'Anjou) 7 km, Jarzé-Villages-(Beauvau) 8 km, Huillé-Lézigné-(Lézigné) 8 km, Verrière-en-Anjou-(Pellouaille-les-vignes) 8 km, Tiercé 9 km, Loire-Authion-(Bauné) 9 Km, Verrières-en-Anjou-(Saint-Sylvain-d'Anjou) 11 km, Le Plessis-Grammoire 11 km, Durtal 15 km, Écouflant 17 km, Angers 18 km et Saint-Barthélémy-d'Anjou 20 km.
| Tiercé             | Baracé              | Huillé-Lézigné         |
| Montreuil-sur-Loir | Seiches-sur-le-Loir | La Chapelle-Saint-Laud |
|                    | Corzé               | Marcé                  |

### Géologie et relief
Le terrain crétacé occupe la majeure partie de Seiches. Dans la plaine de Bré, on trouve du grès tertiaire, et dans la vallée du Loir, on rencontre des terrains alluvionnaires. Au village de Matheflon, présence de plusieurs caves d'où l'on extrayait autrefois du tuffeau,.

### Hydrographie

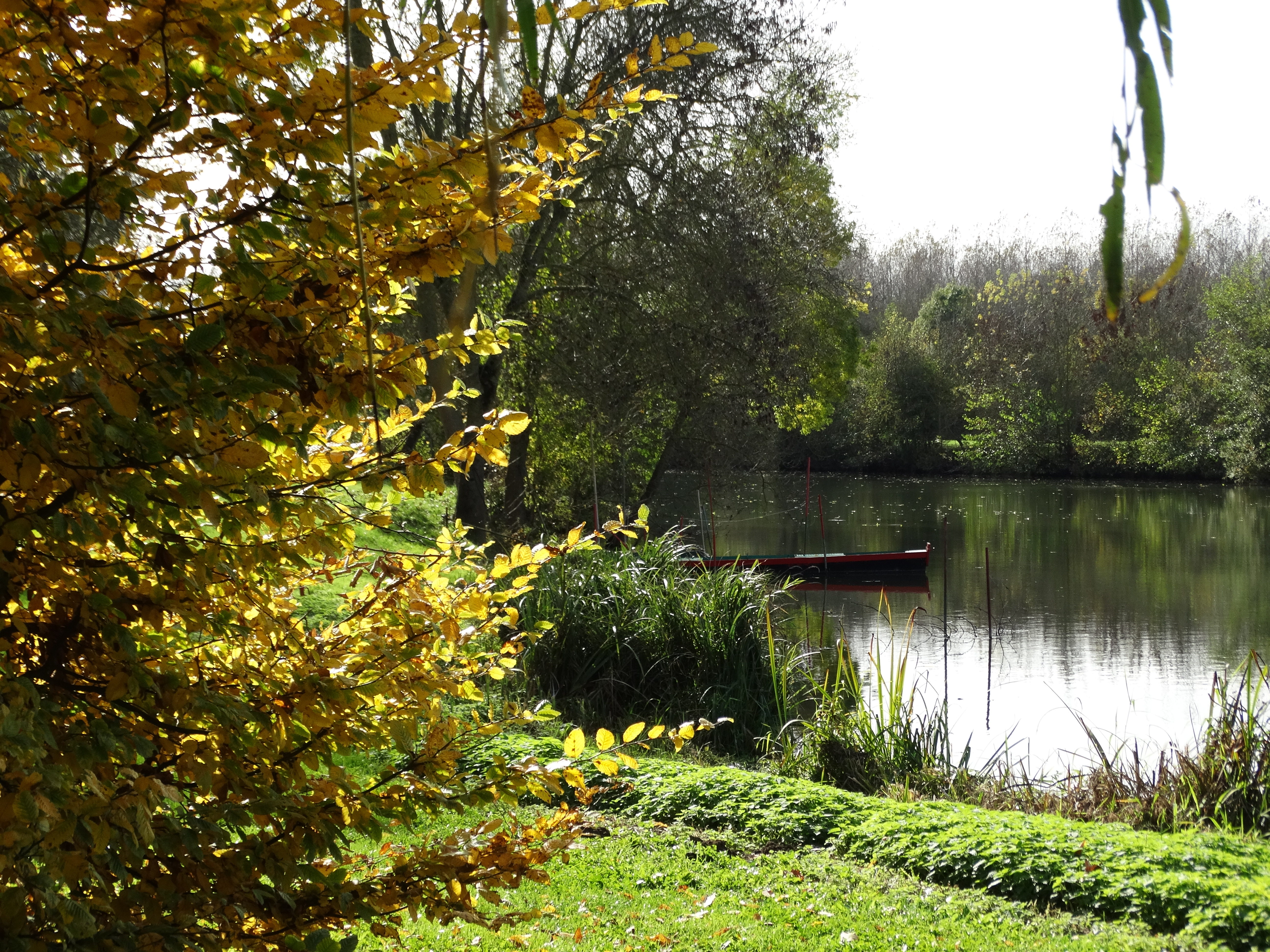
Bord du Loir en automne.

Seiches-sur-le-Loir est bordée par le Loir, qui coule à l'Ouest de la commune, et qui peut déborder sur son territoire en période de crues.

### Climat
La région du Baugeois est caractéristique de la « douceur angevine ». Le climat du Maine-et-Loire étant un climat de transition entre le climat océanique de la côte atlantique et le climat continental de la Touraine, les hivers y sont doux et les étés agréables. Le nombre de jours avec précipitations y oscille entre 140 et 150 par an.
Pour des articles plus généraux, voir Climat des Pays de la Loire et Climat de Maine-et-Loire.
En 2010, le climat de la commune est de type climat océanique altéré, selon une étude du CNRS s'appuyant sur une série de données couvrant la période 1971-2000. En 2020, Météo-France publie une typologie des climats de la France métropolitaine dans laquelle la commune est exposée à un climat océanique et est dans la région climatique Moyenne vallée de la Loire, caractérisée par une bonne insolation (1 850 h/an) et un été peu pluvieux.
Pour la période 1971-2000, la température annuelle moyenne est de 11,9 °C, avec une amplitude thermique annuelle de 14,2 °C. Le cumul annuel moyen de précipitations est de 644 mm, avec 11,5 jours de précipitations en janvier et 5,9 jours en juillet. Pour la période 1991-2020, la température moyenne annuelle observée sur la station météorologique de Météo-France la plus proche, sur la commune de Marcé à 2 km à vol d'oiseau, est de 12,3 °C et le cumul annuel moyen de précipitations est de 701,1 mm,. Pour l'avenir, les paramètres climatiques de la commune estimés pour 2050 selon différents scénarios d'émission de gaz à effet de serre sont consultables sur un site dédié publié par Météo-France en novembre 2022.
| Mois                                  | jan.           | fév.           | mars           | avril         | mai           | juin          | jui.          | août          | sep.          | oct.          | nov.          | déc.          | année      |
| ------------------------------------- | -------------- | -------------- | -------------- | ------------- | ------------- | ------------- | ------------- | ------------- | ------------- | ------------- | ------------- | ------------- | ---------- |
| Température minimale moyenne (°C)     | 2,3            | 2              | 3,7            | 5,6           | 9             | 12,3          | 13,8          | 13,4          | 10,7          | 8,6           | 5             | 2,4           | 7,4        |
| Température moyenne (°C)              | 5,4            | 5,9            | 8,5            | 11,2          | 14,5          | 18,1          | 19,8          | 19,5          | 16,7          | 13,1          | 8,6           | 5,8           | 12,3       |
| Température maximale moyenne (°C)     | 8,5            | 9,9            | 13,2           | 16,8          | 20            | 23,9          | 25,9          | 25,5          | 22,6          | 17,5          | 12,3          | 9,1           | 17,1       |
| Record de froid (°C) date du record   | −10,3 07.01.09 | −13,8 12.02.12 | −11,3 01.03.05 | −5,3 04.04.22 | −1,5 06.05.19 | 2,3 01.06.06  | 5,5 10.07.04  | 4,6 21.08.14  | 1,3 29.09.07  | −3,2 26.10.10 | −6,8 30.11.10 | −9,5 17.12.09 | −13,8 2012 |
| Record de chaleur (°C) date du record | 16,2 24.01.16  | 21,8 27.02.19  | 25 30.03.21    | 29 30.04.05   | 32 27.05.05   | 40,3 18.06.22 | 41,1 23.07.19 | 39,5 10.08.03 | 35,4 14.09.20 | 30,3 02.10.23 | 22 07.11.15   | 18,5 07.12.00 | 41,1 2019  |
| Précipitations (mm)                   | 67,3           | 52,9           | 50,3           | 54,2          | 57,7          | 50,4          | 46,9          | 52,1          | 54,1          | 71            | 70,2          | 74            | 701,1      |

## Urbanisme

### Typologie
Au 1er janvier 2024, Seiches-sur-le-Loir est catégorisée bourg rural, selon la nouvelle grille communale de densité à sept niveaux définie par l'Insee en 2022.
Elle appartient à l'unité urbaine de Seiches-sur-le-Loir, une unité urbaine monocommunale constituant une ville isolée,. Par ailleurs la commune fait partie de l'aire d'attraction d'Angers, dont elle est une commune de la couronne,. Cette aire, qui regroupe 81 communes, est catégorisée dans les aires de 200 000 à moins de 700 000 habitants,.

### Occupation des sols
L'occupation des sols de la commune, telle qu'elle ressort de la base de données européenne d’occupation biophysique des sols Corine Land Cover (CLC), est marquée par l'importance des territoires agricoles (62,9 % en 2018), en diminution par rapport à 1990 (66,7 %). La répartition détaillée en 2018 est la suivante : 
forêts (25,9 %), zones agricoles hétérogènes (23,1 %), terres arables (17,4 %), prairies (16,4 %), zones urbanisées (6,4 %), cultures permanentes (5,9 %), espaces verts artificialisés, non agricoles (2,4 %), zones industrielles ou commerciales et réseaux de communication (1,3 %), eaux continentales (1,1 %). L'évolution de l’occupation des sols de la commune et de ses infrastructures peut être observée sur les différentes représentations cartographiques du territoire : la carte de Cassini (XVIIIe siècle), la carte d'état-major (1820-1866) et les cartes ou photos aériennes de l'IGN pour la période actuelle (1950 à aujourd'hui).

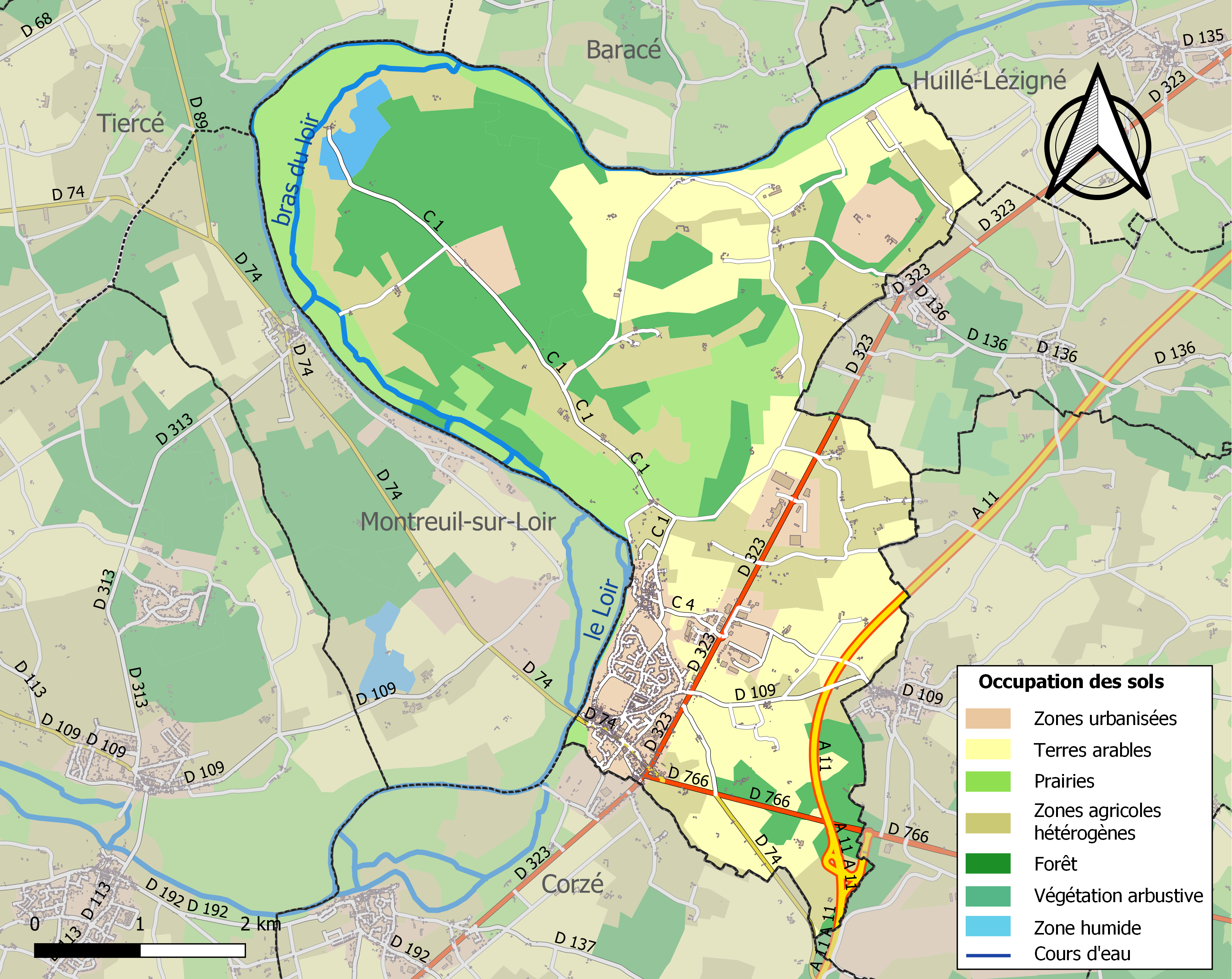
Carte des infrastructures et de l'occupation des sols de la commune en 2018 (CLC).

### Lieux-dits, hameaux et écarts
Quartiers, hameaux et lieux-dits : l'Aiderie, l'Anguicherie, Bas-Boudré, Bas-Prigné, Beaulieu, Beausoleil, Beauvallon, Bel-Air, Bessus, les Blaisonnières, les Blottières, le Bois, le Bois-aux-Geais, le Bois-Fleuri, le Bois-Madame, Boudré, la Bouhourderie, les Bourseillères, le Bout-du-Monde, la Boutardière, Bré, la Brosse, la Chaise, Chanteloup, la Chaupardière, la Chiquetière, Cœur, la Coquille, les Cosses, la Coudre, le Couvent, les Essards, la Fouquellerie, le Figuier, la Garenne, la Gauguerière, la Gayonnière, la Gazelière, les Gigonnières, le Grand-Chaussé, Gentillé, la Granderie, les Grandes-Ecuries, la Grange, les Grouas, la Guitière, le Haut-Châ-teau, l'Homas, la Hourdrière, l'IHumeline, la Jechetière, la Lande, le Lisieux, la Maillère, la Maison-Neuve, Marolles, les Marouers, Matheflon, le Mortier, les Mulottières, l'Orgerie, l'Ouche, le Patis, le Pavé, Petit-Chaussé, la Petite-Gentillé, Pierre-Frite, le Ponceau, Pont-herbault, les Portes, Prignes, la Reinière, la Redonnière, la Renardière, la Robinière, les Rotis, la Roussière, Souillard, Tartifume, la Thibaudière, le Tronchet, la Tufière, les Vêquetières, le Verger, la Vironnière, etc.
À la fin du XXe siècle, la commune compte trois gros villages : le bourg (Seiches), Matheflon et Suette.

### Voies de communication et transports
La commune est desservie par les lignes 402 et 402B du réseau de transports en commun régional Aléop. Il dessert également le collège de Seiches-sur-le-Loir.
Deux parking-relais sont disponibles à une quinzaine de km de Seiches-sur-le-Loir, pour pouvoir se déplacer plus facilement sur l'ensemble de l'agglomération d'Angers.

## Toponymie
Villa nuncupante Cipia in pago Andecavo supra Liddo flumine en 847, Curtis que Cepia vocatur en 1035, Ecclesia Cepie, ecclesia nomine Cepia en 1035, Apud Cechiam die dedicationis ecclesiæ villæ, en 1052-1082, Vicus Cepie, villa Cepie vers 1085, Sacerdos de Cecheia en 1102-1114, Cepiensis ecclesia en 1124-1130, Chechia en 1132, Monasterium Sancti-Albini quod est Cepie en 1137, Ceche en 1142-1145, Burgus Cepie en 1159, Crux Cepie juxta viam en 1164, Seiche vers 1250, Seiches en 1643, Seche en 1787, Seiches en 1793, Seiche en 1801, puis Seiches et Seiches-sur-le-loir par décret du 13 novembre 1920,, à la suite d'une décision du conseil municipal du 20 août 1919.
Nom des habitants (gentilé) : les Seichois.

## Histoire

### Préhistoire

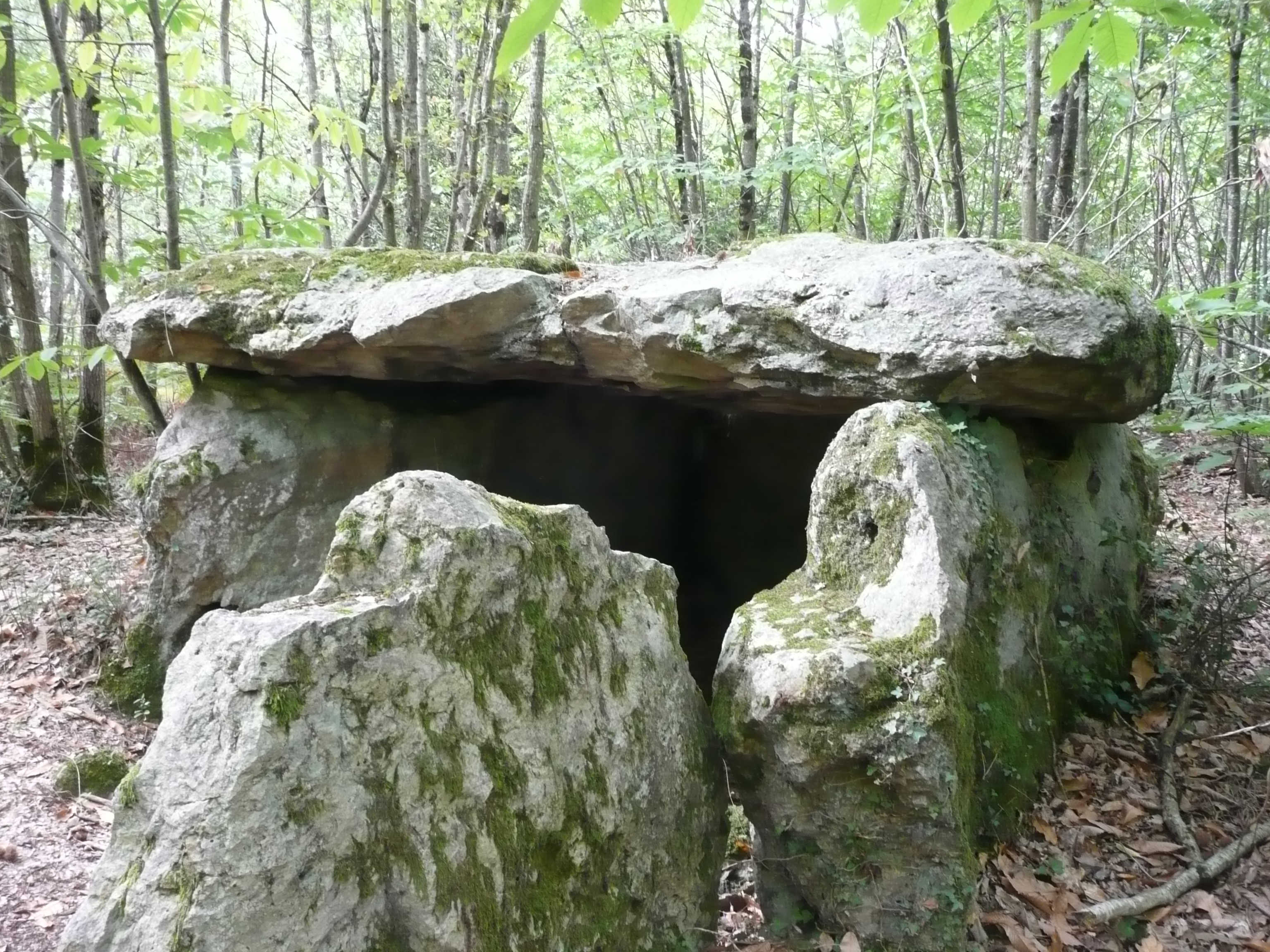
Dolmen de la Pierre au Loup.

On trouve sur la commune des traces du Néolithique : dolmen de la Pierre-au-Loup, sur la colline de Matheflon, avec table de 4 mètres de côté, et dolmen du Lisieux, en grande partie détruit, dont ne subsiste qu'une dalle. Au village de Matheflon, traces d'enceintes néolithiques contenant des silex taillés, des haches polies et des ossements,,.

### Antiquité
Présence gallo-romaine : il a été trouvé une monnaie gauloise en or près de Suette ainsi que plusieurs monnaies d'argent romaines aux Véquetières. Un centre gallo-romain a dû exister au bord du Loir.
Les voies de Durtal à Angers, de Tours à Laval par Baugé, dont Seiches est alors à cet endroit un point de franchissement du Loir, se croisaient à l'emplacement du village de Suette, rejointes ensuite par la voie du Mans.

### Moyen Âge
Présence sans doute dès le IXe siècle d'une église, de moulins et de dépendances.
Au XIe siècle, Seiches est tenu par le vicomte Eudes. Foulques Nerra le met ensuite entre les mains de son épouse, la comtesse Hildegarde (de Haute-Lorraine de Sundgau), qui en fait don aux religieuses de l'abbaye du Ronceray d'Angers.
Foulque Nerra y fait construire un château dominant le Loir, pour « mater les félons », terme qui donnera Matheflon. La famille de Mathefelon est une dynastie de seigneurs angevins dans leur domaine de Matheflon. Ils sont inhumés en l'abbaye de Chaloché.
La vicomté de Seiches est attribuée en 1403 au Chapitre de Saint-Laud.
La suprématie de Matheflon passe au XVe siècle au château du Verger, édifié par Pierre de Rohan. L'édifice sera par la suite en partie détruit par le cardinal de Rohan.
Le Ronceray établit un prieuré, qui a droit de châtellenie avec haute, moyenne et basse justice, ainsi que les honneurs seigneuriaux.

### Temps modernes
Le prieuré possède le privilège de bac et passage sur le Loir, y percevant un droit suivant la hauteur des eaux. En dépendant aussi le fief du Petit-Seiches à Angers. Tous les domaines du prieuré seront vendus à la Révolution, et la commune rachètera le bâtiment au début du XIXe siècle pour y installer la mairie et la cure.
À la fin de l'Ancien régime, Seiches dépend de l'élection et du présidial d'Angers.

### Révolution française et Empire
À la Révolution, Seiches devient chef-lieu de canton (canton de Seiches-sur-le-Loir), comprenant d'abord en 1790 Corzé, Marcé et Seiches, auquel est ajouté l'année suivante La Chapelle-Saint-Laud et Lézigné, puis en 1801, Bauné, Beauveau, Chaumont, Cornillé, Fontaine-Milon, Jarzé, Lué et Sermaise. Le canton de Seiches perdurera jusqu'en 2014.
La Chouannerie est active dans la région à la fin du XVIIIe, avec notamment des troubles en 1795. L'administration municipale de Seiches décide alors de tenir temporairement ses séances à Angers en raison des troubles occasionnés.

### Époque contemporaine
Au XIXe, plusieurs activités économiques sont présentes à Seiches : papeterie, filature de laine cardée, fabrique de pointes, four à chaux, carrière de grès, tannerie.

#### Tanneries Angevines

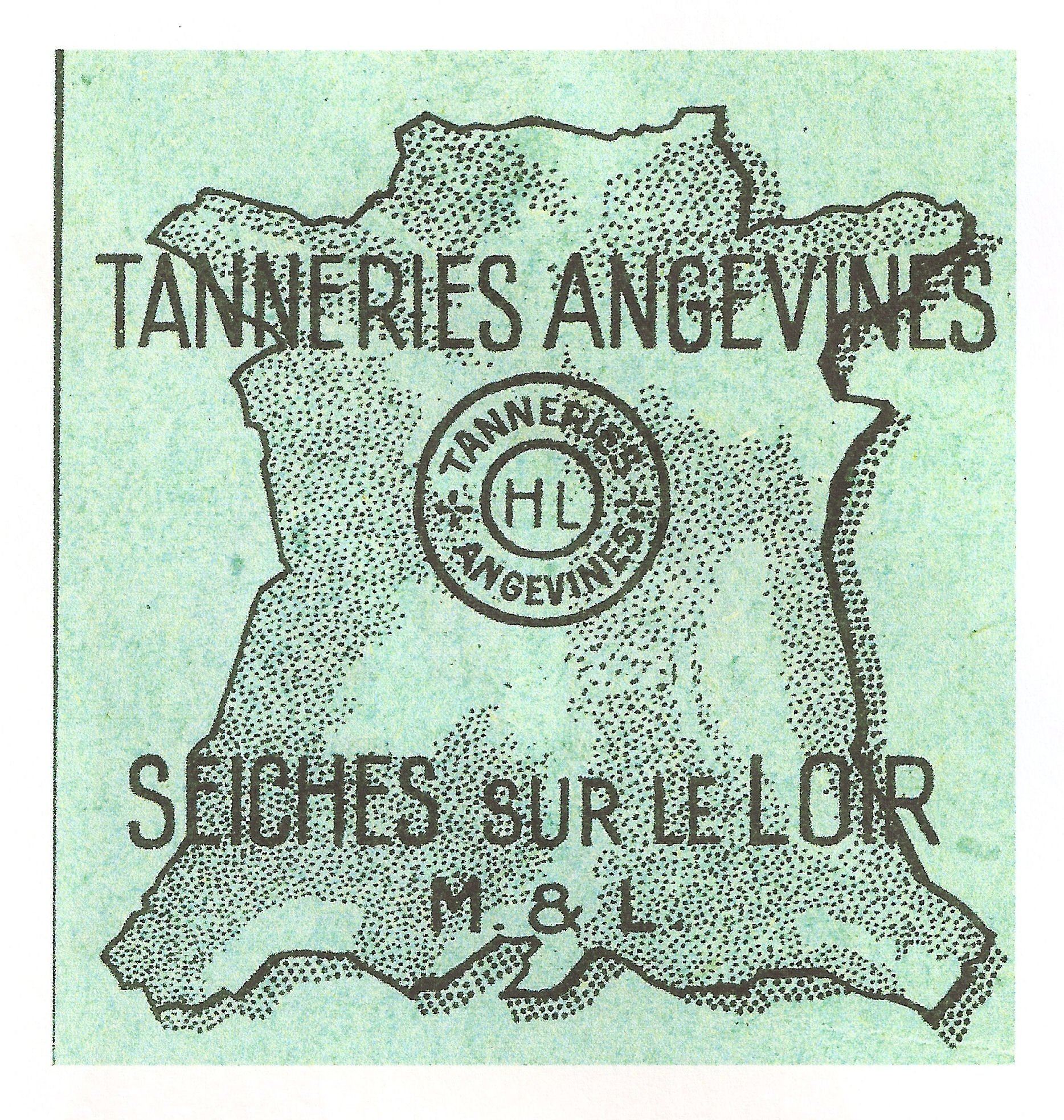
Logo des Tanneries Angevines fin des années 1920.

Une tannerie ouvre à Seiches en 1845. Le modeste atelier artisanal, la Tannerie de l'Arche, devient en 1885 la propriété de Louis Le Nénaon, qui ne compte alors qu'un seul ouvrier. En 1903, la Tannerie Le Nénaon comprend un hangar et quelques bâtiments. Louis cède l'activité cette année-là à son fils Henri pour la somme de 4 300 F.
La Première Guerre mondiale donne à l'entreprise son véritable essor, les besoins en cuir de l'armée étant importants. Elle compte quinze ouvriers en 1915, soixante en 1924, deux-cents en 1944 et trois-cents en 1954. En 1919, elle change de nom pour devenir les « Tanneries Angevines ».
Toute une cité va naître autour de l'entreprise devenue une usine. Henri Le Nénaon cré une série d'œuvres sociales et fait installer des équipements pour ses employés : des équipements culturels (cinéma de six cents places, salle de lecture, bibliothèque), des équipements sportifs (terrains de basket et football, avec tribune couverte de cinq cents places, stade nautique, salle de gymnastique), et une maison de retraite. Le domaine de la Châtaigneraie est transformé en colonie de vacances pour les enfants du personnel. Henri Le Nénaon meurt en janvier 1960.
Victime de la crise de l'industrie du cuir, l'entreprise dépose son bilan le 3 juillet 1980. Les bâtiments sont vendus aux enchères l'année suivante et une partie de ceux-ci sont repris par la commune,,.
La croissance démographique de la commune, de l'entre-deux guerres jusqu'aux années 1960, est liée à l'essor des Tanneries Angevines, dont les effectifs passèrent de soixante en 1924 à trois cents en 1954. Sa fermeture en 1980 explique la stagnation démographique des décennies suivantes.

#### Résistance pendant l'Occupation
Durant l'occupation allemande pendant la Seconde Guerre mondiale, un groupe de résistants s'organise à Seiches autour d'Ernest Mottais, affilié au réseau Honneur et Patrie de Victor Chatenay. Le groupe va conduire des actions de sabotage notamment sur la voie ferrée traversant le bourg. Il est démantelé en 1944 par la Gestapo à la suite d'une dénonciation. Le samedi 11 mars, le parachutage de matériels est prévu à Boudré à la tombée de la nuit. Les résistants ont pour mission d'indiquer au pilote la zone de largage par des signaux lumineux. À quelques minutes du début de l'opération, alors que le groupe est rassemblé dans une maison du bourg de Seiches, deux allemands font irruption et tirent. Parmi les membres du groupe certains meurent sur le coup, d'autres sont interrogés puis arrêtés. Malgré l'action allemande le largage a tout de même lieu, une fenêtre éclairée dans le parc du château du Verger étant interprétée comme le signal indiquant la zone de largage,.
Parmi ces résistants seichois, plusieurs seront tués : Ernest Mottay, tué le 11 mars 1944 ; Auguste Gautier, tué le 11 mars 1944 ; Hubert Neveux, mort sous la torture à Angers le 31 mars 1944 ; Victor Gernigon, déporté, mort le 16 mars 1945 au camp de Bukenwald ; Madeleine Gernigon , déportée, mort le 27 janvier 1945 au camp Ravensbruck ; Albert Lair, déporté, mort le 7 novembre 1944 à Hersbruck ; Henri Lair, déporté, mort le 28 novembre 1944 à Hersbruck.
La commune de Seiches-sur-le-Loir est libérée par les troupes américaines le 11 août 1944.

## Politique et administration

### Administration municipale
La commune est créée à la Révolution (Seiches puis Seiches-sur-le-Loir), chef-lieu de canton en 1793 et 1801.

### Jumelages
- Oña ( Espagne)[50].
- Erlenbach ( Allemagne) depuis 2000 (Erlenbach).

### Intercommunalité
La commune est membre de la communauté de communes Anjou Loir et Sarthe, elle-même membre du syndicat mixte Pôle métropolitain Loire Angers. La commune était précédemment membre de la communauté de communes du Loir, elle-même membre du syndicat mixte Pays Loire-Angers.

### Autres circonscriptions
Jusqu'en 2014, Seiches-sur-le-Loir est chef-lieu du canton de Seiches-sur-le-Loir, et fait partie de l'arrondissement d'Angers. Ce canton compte alors treize communes. C'est l'un des quarante-et-un cantons que compte le département ; circonscriptions électorales servant à l'élection des conseillers généraux, membres du conseil général du département. Dans le cadre de la réforme territoriale, un nouveau découpage territorial pour le département de Maine-et-Loire est défini par le décret du 26 février 2014. La commune est alors rattachée au canton d'Angers-6, avec une entrée en vigueur au renouvellement des assemblées départementales de 2015.

## Population et société

### Démographie

#### Évolution démographique
L'évolution du nombre d'habitants est connue à travers les recensements de la population effectués dans la commune depuis 1793. Pour les communes de moins de 10 000 habitants, une enquête de recensement portant sur toute la population est réalisée tous les cinq ans, les populations de référence des années intermédiaires étant quant à elles estimées par interpolation ou extrapolation. Pour la commune, le premier recensement exhaustif entrant dans le cadre du nouveau dispositif a été réalisé en 2005.

En 2022, la commune comptait 2 853 habitants, en évolution de −4,26 % par rapport à 2016 (Maine-et-Loire : +2,12 %, France hors Mayotte : +2,11 %).
| 1793  | 1800  | 1806  | 1821  | 1831  | 1836  | 1841  | 1846  | 1851  |
| ----- | ----- | ----- | ----- | ----- | ----- | ----- | ----- | ----- |
| 1 400 | 1 368 | 1 413 | 1 363 | 1 619 | 1 525 | 1 592 | 1 645 | 1 704 |

| 1856  | 1861  | 1866  | 1872 | 1876  | 1881  | 1886  | 1891  | 1896  |
| ----- | ----- | ----- | ---- | ----- | ----- | ----- | ----- | ----- |
| 1 778 | 1 590 | 1 590 | 466  | 1 444 | 1 590 | 1 425 | 1 430 | 1 396 |

| 1901  | 1906  | 1911  | 1921  | 1926  | 1931  | 1936  | 1946  | 1954  |
| ----- | ----- | ----- | ----- | ----- | ----- | ----- | ----- | ----- |
| 1 332 | 1 361 | 1 422 | 1 295 | 1 430 | 1 571 | 1 734 | 1 960 | 2 121 |

| 1962  | 1968  | 1975  | 1982  | 1990  | 1999  | 2005  | 2006  | 2010  |
| ----- | ----- | ----- | ----- | ----- | ----- | ----- | ----- | ----- |
| 2 260 | 2 199 | 2 168 | 2 207 | 2 248 | 2 412 | 2 998 | 3 019 | 2 960 |

| 2015  | 2020  | 2022  | - | - | - | - | - | - |
| ----- | ----- | ----- | - | - | - | - | - | - |
| 2 982 | 2 879 | 2 853 | - | - | - | - | - | - |

#### Pyramide des âges
La population de la commune est relativement jeune.
En 2022, le taux de personnes d'un âge inférieur à 30 ans s'élève à 35,1 %, soit en dessous de la moyenne départementale (36,5 %). De même, le taux de personnes d'âge supérieur à 60 ans est de 25,7 % la même année, alors qu'il est de 26,7 % au niveau départemental.
En 2022, la commune compte 1 464 hommes pour 1 481 femmes, soit un taux de 50,4 % de femmes, légèrement inférieur au taux départemental (51,39 %).
Les pyramides des âges de la commune et du département s'établissent comme suit.
| Hommes | Classe d’âge | Femmes |
| ------ | ------------ | ------ |
| 0,9    | 90 ou +      | 2,9    |
| 6,3    | 75-89 ans    | 8,7    |
| 15,6   | 60-74 ans    | 16,9   |
| 21,9   | 45-59 ans    | 20,7   |
| 16,7   | 30-44 ans    | 19,2   |
| 19     | 15-29 ans    | 15     |
| 19,6   | 0-14 ans     | 16,6   |

| Hommes | Classe d’âge | Femmes |
| ------ | ------------ | ------ |
| 0,9    | 90 ou +      | 2,1    |
| 7      | 75-89 ans    | 9,5    |
| 16,2   | 60-74 ans    | 16,9   |
| 19,4   | 45-59 ans    | 18,7   |
| 18,2   | 30-44 ans    | 17,5   |
| 18,8   | 15-29 ans    | 17,6   |
| 19,5   | 0-14 ans     | 17,6   |

### Enseignement
Un important pensionnat existait au château du Verger en 1795-1796. Une école communale est d'abord installée dans un immeuble avant d'être construite, en 1865-1866, entre le bourg et le village de Suette. Elle est agrandie ensuite à plusieurs reprises.
Trois établissements scolaires sont présents sur la commune au début du XXIe siècle : l'école maternelle Les P'tits Quéniaux, l'école élémentaire André-Moine et le collège d'études du second degré Vallée du Loir.
Le collège a ouvert ses portes en 1970. Il accueille 750 élèves en 1995, de la 6e à la 3e, et 730 élèves à la rentrée 2019-2020. Il est alors l'un des plus importants collèges du département,,.

### Sports
Le stade des Rabières, installé par les Tanneries Angevines, est repris en 1969 par la municipalité. La commune comporte, au milieu des années 1990, deux terrains de football, une salle omnisports, une piscine et plusieurs courts de tennis, ainsi que trois jeux de boules et un hippodrome. Dans les années 2010 c'est le syndicat intercommunal à vocation unique (Sivu) de Seiches-sur-le-Loir qui assure la gestion du gymnase et du terrain de sport.

### Santé
En 2020, présence de plusieurs services de santé sur la commune : médecine générale, dentaire, soins infirmiers, psychologie, kinésithérapie, ostéopatie, orthophonie, etc.

### Équipements culturels

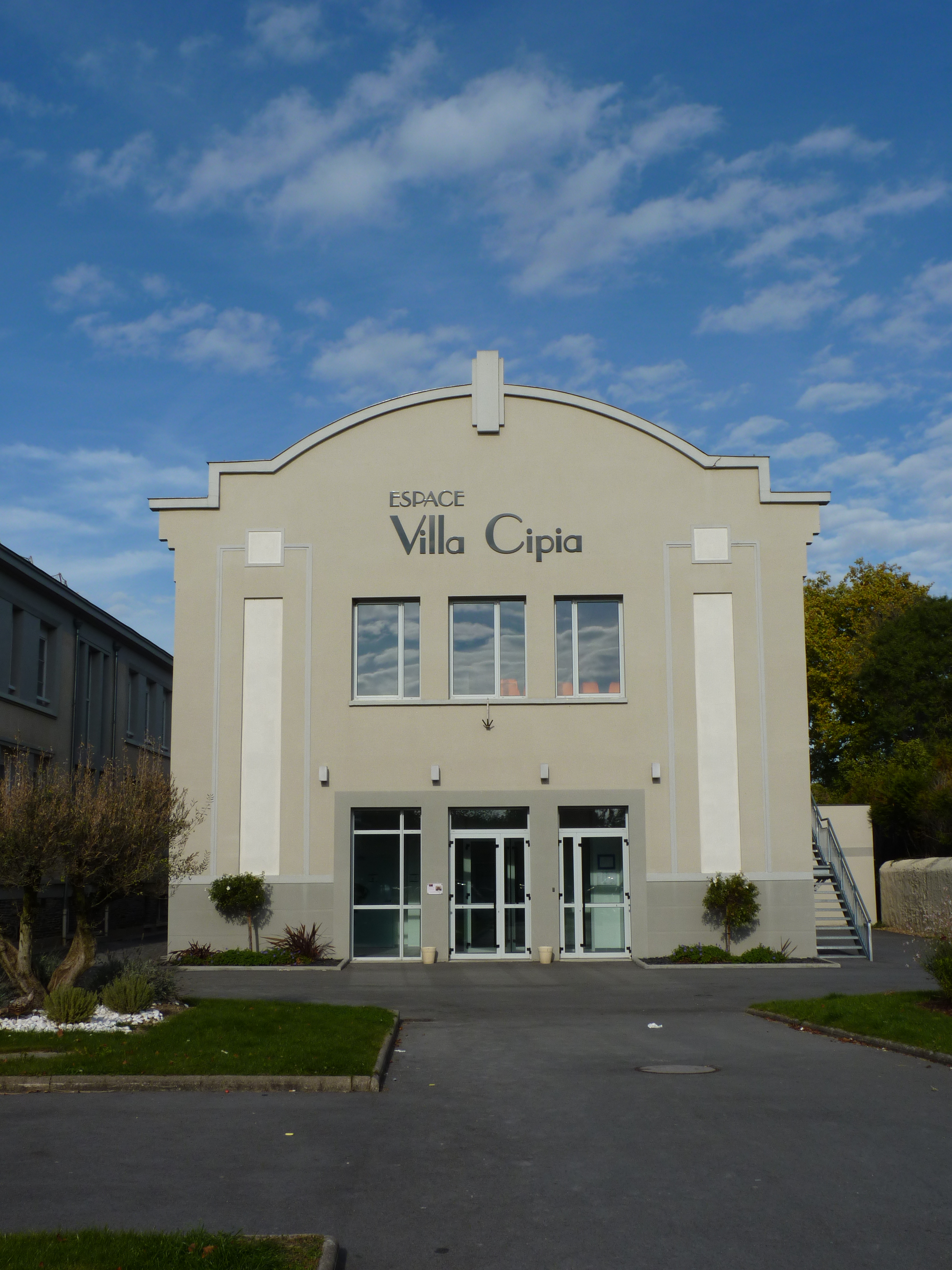
Salle Villa-Cipia.

La salle des fêtes est acquise par la municipalité en 1979 et la transforme en 1983 en maison commune des loisirs.
La bibliothèque est gérée par l'association Histoire de lire et fait partie du réseau des bibliothèques de la communauté de communes Anjou Loir et Sarthe.

### Autres services et équipements
La ville dispose d'un centre de secours, comptant 47 sapeurs pompiers volontaires en 2016,, et d'une gendarmerie. Le centre de secours Joseph-Troissant a été inauguré en 1977.
L'antenne de Durtal à Seiches-sur-le-Loir de la maison de services au public (MSAP) offre un accompagnement dans les démarches administratives.
L'office de tourisme se trouve à Durtal.

## Économie

### Revenus de la population et fiscalité
Le revenu fiscal médian par ménage à Seiches-sur-le-Loir est de 20 640 € en 2018, pour une moyenne de 21 110 € dans le département.

### Population active et emploi
La population âgée de 15 à 64 ans s'élève en 2017 à 1 832 personnes (pour 1 782 en 2007), parmi lesquelles on comptait 76 % d'actifs dont 69 % ayant un emploi et 8 % de chômeurs.
En 2017 on comptait 1 743 emplois dans la commune, contre 1 498 en 2007. Le nombre d'actifs ayant un emploi résidant dans la commune étant de 1 265. L'indicateur de concentration d'emploi est de 61 %, ce qui signifie que la commune offre un nombre d'emplois inférieur au nombre d'actifs, indicateur en légère baisse par rapport à 2007 (62 %).

### Activités économiques
On recense sur la commune dans les années 1990, vingt-sept exploitations agricoles (cultures du maïs et du tournesol, élevage de bovins, production fruitière) et une pépinière, une carrière (production de grave et de sable), dix-neuf artisans, vingt-six commerçants et vingt-quatre professions libérales.
Au XXIe siècle, sur 228 établissements présents sur la commune à fin 2010, 8 % relevaient du secteur de l'agriculture (pour une moyenne de 17 % dans le département), 10 % du secteur de l'industrie, 9 % du secteur de la construction, 58 % de celui du commerce et des services et 16 % du secteur de l'administration et de la santé. Fin 2017, sur les 113 établissements présents sur la commune, 4,4 % relevaient du secteur de l'agriculture (pour une moyenne de 7,9 % dans le département), 14,2 % du secteur de l'industrie, 8 % du secteur de la construction, 59,3 % de celui du commerce, des transports et des services divers et 14,2 % du secteur de l'administration publique, de l'enseignement, la santé et l'action sociale.

## Culture locale et patrimoine

### Lieux et monuments
Seiches-sur-le-Loir comporte plusieurs monuments, :
- Le dolmen du Lisieux, détruit, dont ne subsiste qu'une dalle de 2,80 mètres de long[28] ;
- Le dolmen dit de la Pierre au Loup, grès éocène avec table de 4 mètres de côté supportée par trois grands blocs de pierre.  Classé MH (1978)[29],[28] ;
- Le château de Brignac, représentatif du courant néo-gothique en Anjou, construit au XIXe siècle par l'architecte angevin René Hodé.  Inscrit MH (2014)[77],[8] ;
- Le château de la Garenne, construit au XIXe siècle par Jean Ouvrard, alors maire de la commune, au lieu-dit le Grand-Chaussé. Il a la forme d'un quadrilatère. La façade nord-est est flanquée de deux tourelles couvertes d'un toit pointu. Acheté plus tard par Emile Alexis Segris[78] ;
- Le château du Verger (XVe siècle) : vestiges du château constitué ou construit pour Pierre de Rohan, maréchal de Gié, détruit en partie au XVIIIe siècle : tours à mâchicoulis, fossés, douves ; mur de clôture du parc et écuries, ancien logis prioral et bâtiment XVIe siècle.  Inscrit MH (2007)[79],[8] ;
- Le manoir du Grand Chaussé. Logis salle[80] ;
- La chapelle de la Chiquetière (XVe siècle et 1995) : sur le chemin de l'Isle-Bruneau. La Chiquetière dépendait du chapitre Saint-Laud d'Angers. Un pigeonnier est aménagé dans le comble de la chapelle, ce qui est assez rare. La présence d'un blason sculpté sur une clef de voûte ne renseigne en rien sur l'origine du sanctuaire ;
- La chapelle de Mathefelon, du XIXe siècle, de style néogothique[31],[81] ;
- La chapelle Notre-Dame-de-la-Garde, du XVe siècle.  Inscrit MH (1973)[82],[31] ;
- L'église Saint-Aubin, édifice des XIe et XIIIe siècles, agrandie au XIXe siècle : clocher, voûtes du chœur XIIIe, transept, chapelle seigneuriale, sacristie ; chapiteaux XIIe ; pietàs XIVe / XVIIe siècle, retable XVIIIe, groupe sculpté XVIe.  Inscrit MH (1987)[83],[76] ;
- La croix au Chien, obélisque surmonté d'une croix[31] ;
- Le presbytère, ancien prieuré de bénédictine dépendant de l'abbaye du Ronceray, des XVe et XVIe, rénové au XIXe siècle[31] ;
- Le moulin sur le Loir à Matheflon du XVIIIe[84].

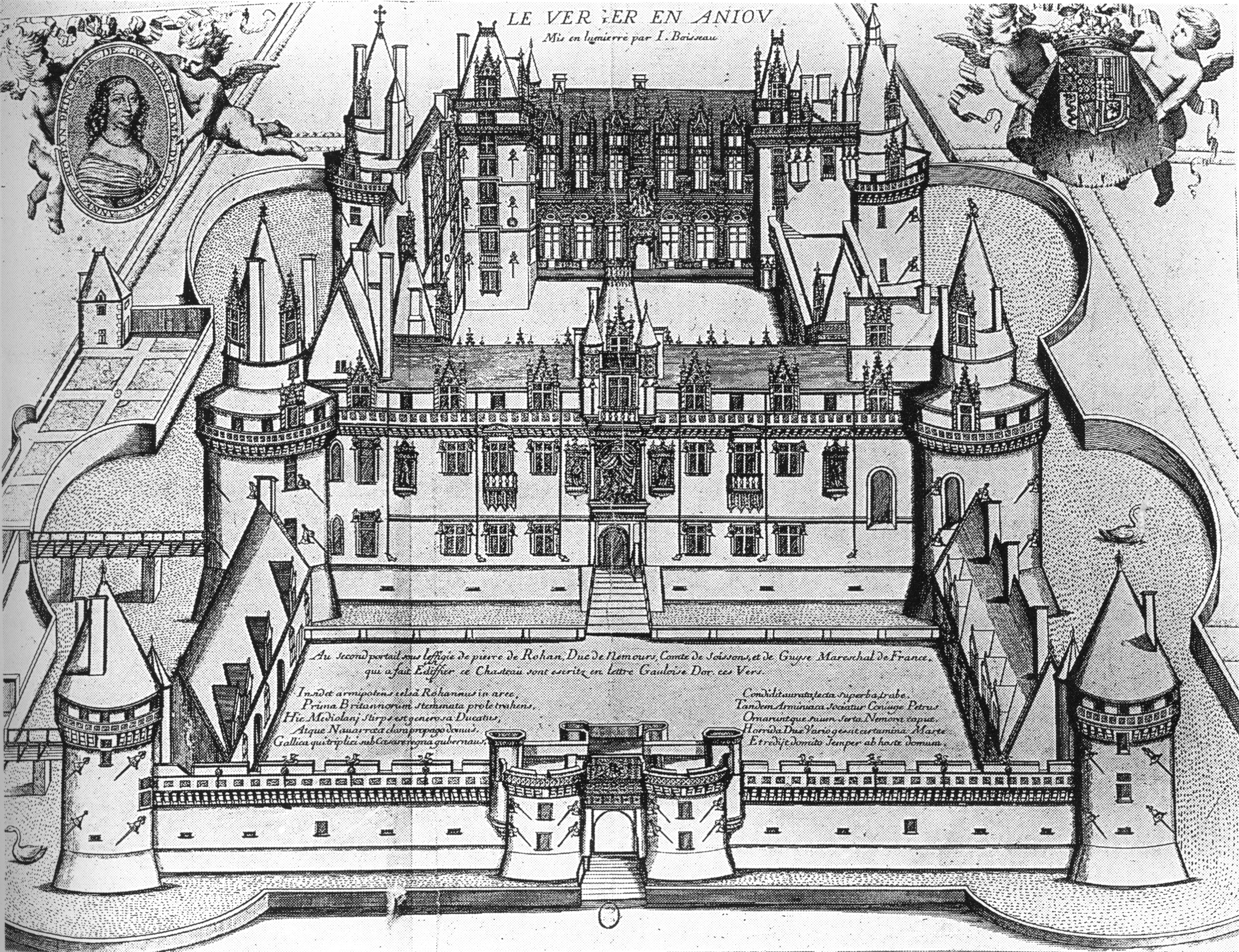
Château du Verger, gravure dédiée à Anne de Rohan-Guéméné (1606-1685).
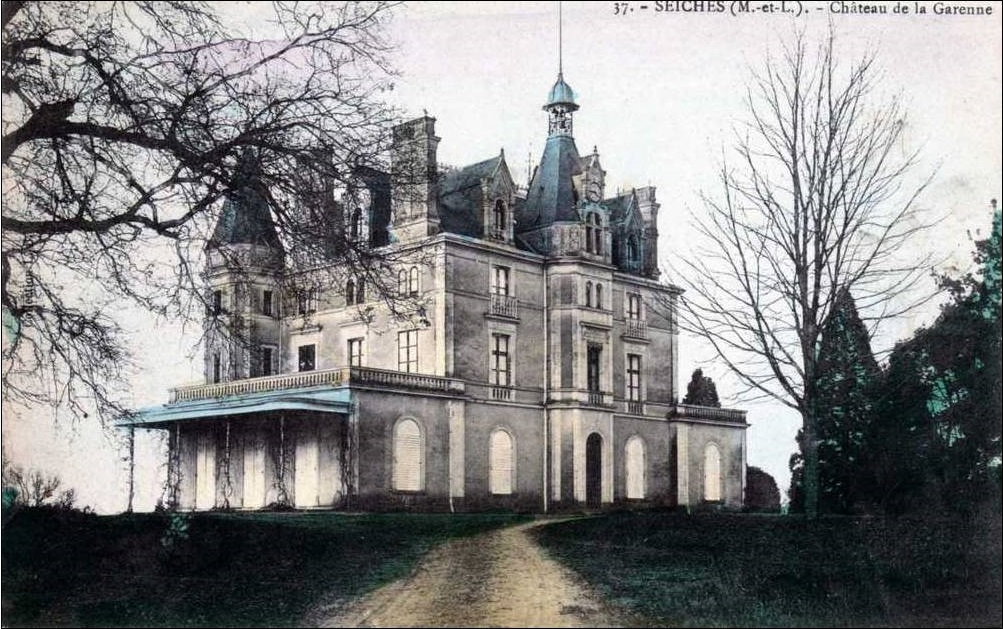
Château de la Garenne.
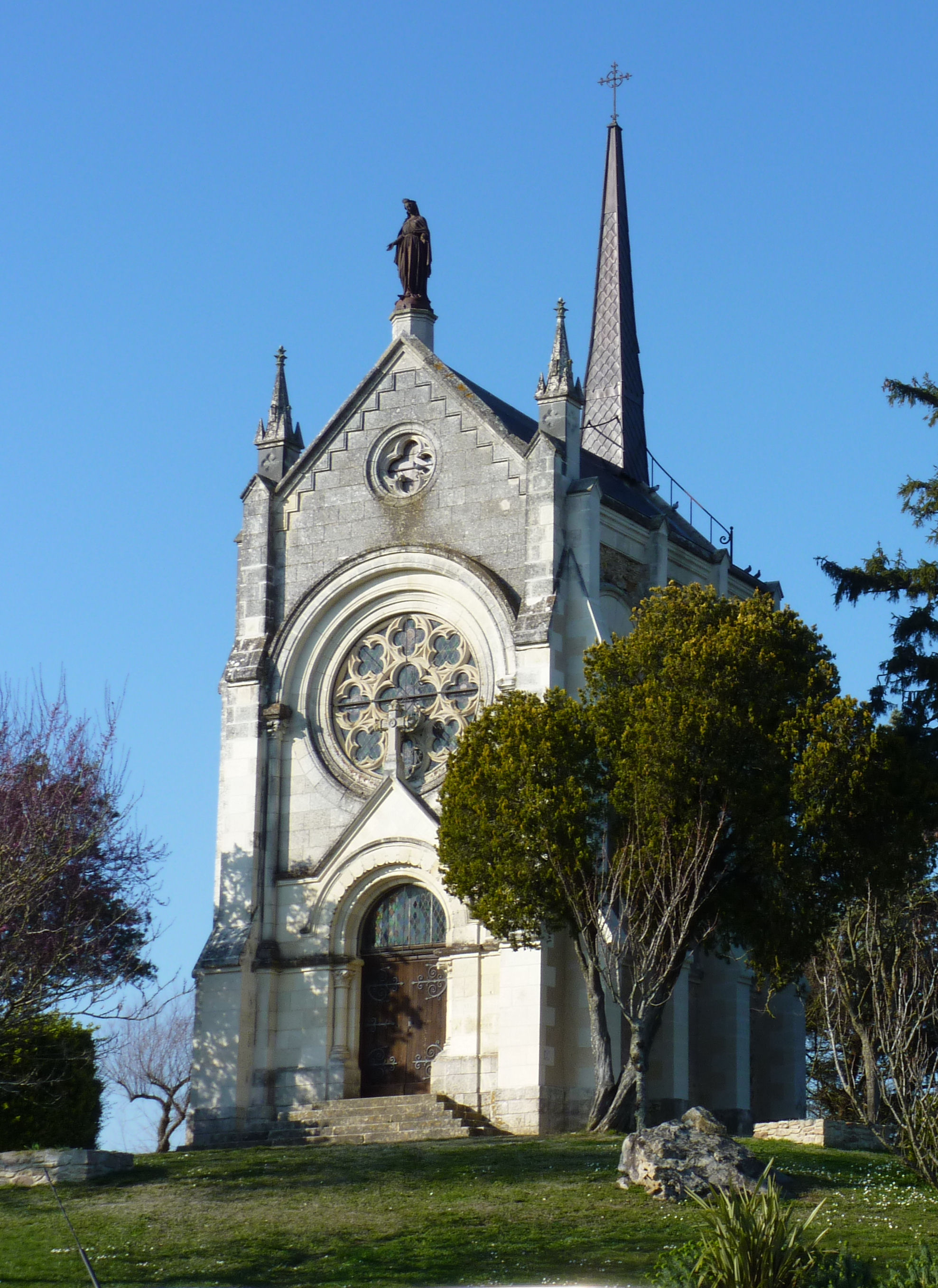
Chapelle de Matheflon.
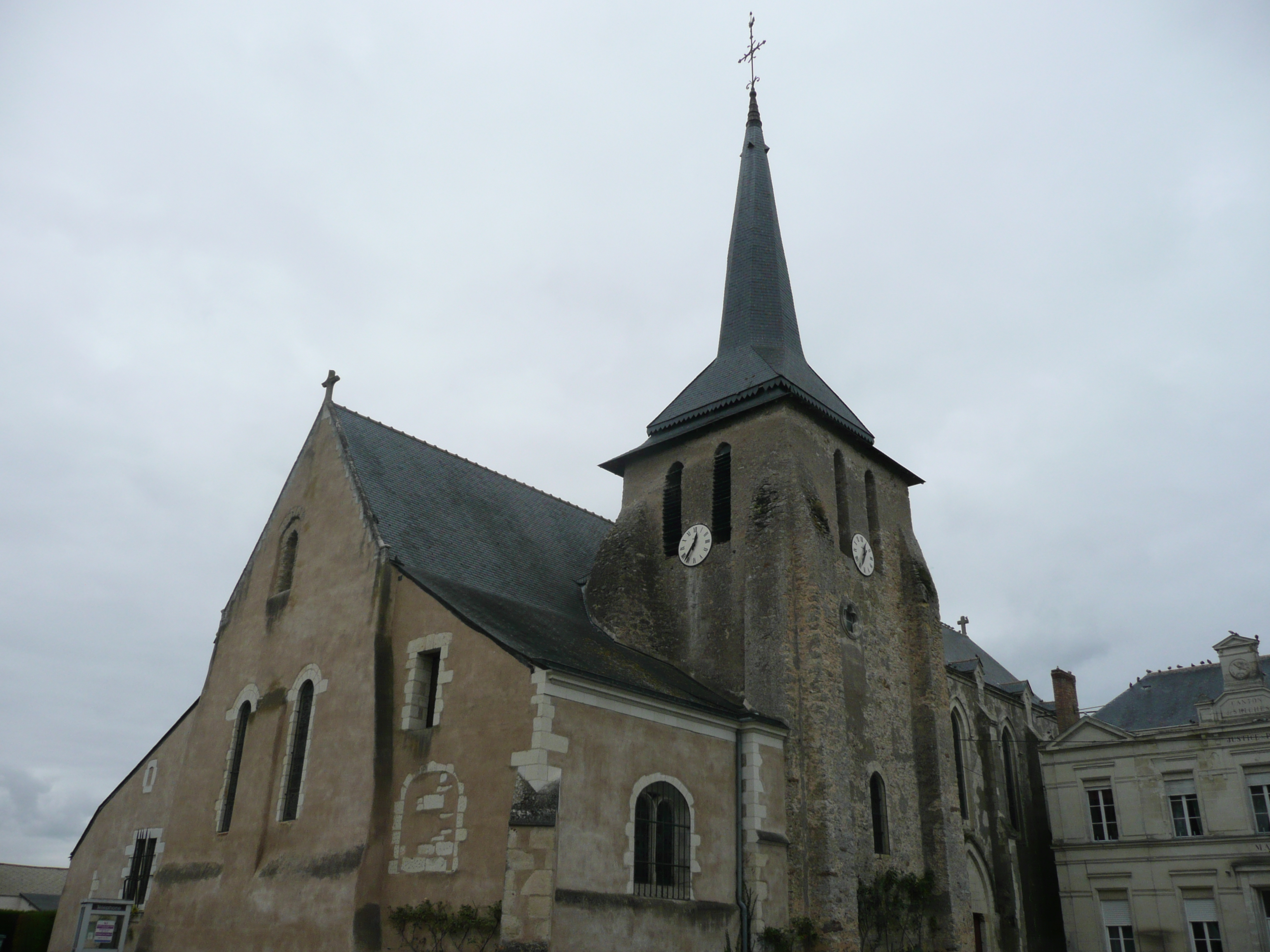
Église Saint-Aubin.
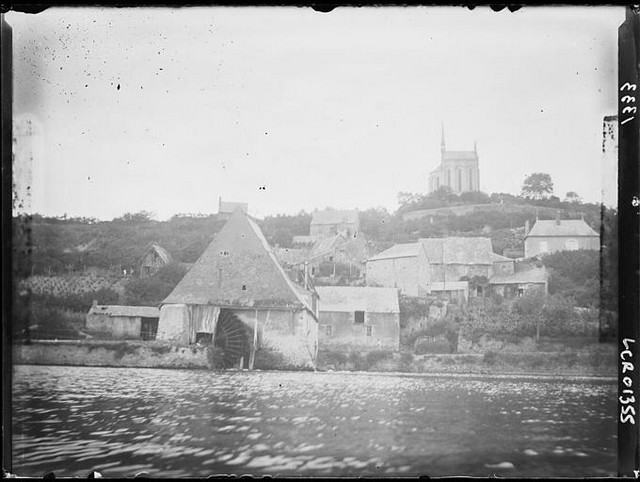
Vue du moulin et de la chapelle de Matheflon vers 1890.

### Personnalités liées à la commune
- Famille de Mathefelon (XIe – XIVe siècle), famille de noblesse féodale tirant son nom du château de Matheflon situé à Seiches.
- Jean du Mas, baron de Durtal et de Matheflon, doyen de l’église d’Angers, nommé évêque de Dol, mort à Angers en 1557.
- Emile Alexis Segris (1811-1880), ministre du Napoléon III, ancien propriétaire du château de la Garenne.
- Henry Cormeau (1866-1929), écrivain, mort à Seiches-sur-le-Loir.
- Alfred Rabouin (1861-1943), notaire, député, président du conseil général de Maine-et-Loire.
- Étienne Rabouin (1893-1979), fils du précédent, notaire, sénateur.

### Héraldique
Mi-parti : au premier, d'azur à la fleur de lys d'argent ; qui est de Seiches. au second, de gueules à trois écus d'or, posés deux et un ; qui est de Matheflon. Dessin exécuté par M. Réveillant, 1932.

## Pour approfondir